# Šip (gmina Višegrad)
Šip (cyr. Шип) – wieś w Bośni i Hercegowinie, w Republice Serbskiej, w gminie Višegrad. W 2013 roku liczyła 4 mieszkańców.